# Gare de Tricht
La gare de Tricht (en néerlandais Station Tricht) est une gare ferroviaire néerlandaise de la ligne d'Utrecht à Boxtel (nl), située à Tricht, dans la province du Gueldre.
C'est une halte voyageurs, mise en service en 1868 et fermée à une date indéterminée.

## Situation ferroviaire
La gare de Tricht est située au point kilométrique (PK) 22 de la ligne d'Utrecht à Boxtel (nl), entre les gares de Culembourg et de Geldermalsen.

## Histoire
La halte de Tricht est mise en service le 1er novembre 1868.